# 保密文化
保密文化（英語：security culture）是活动者（尤其是当代无政府主义者）用来避免或减轻警察监视、骚扰和国家控制的影响的一系列做法。

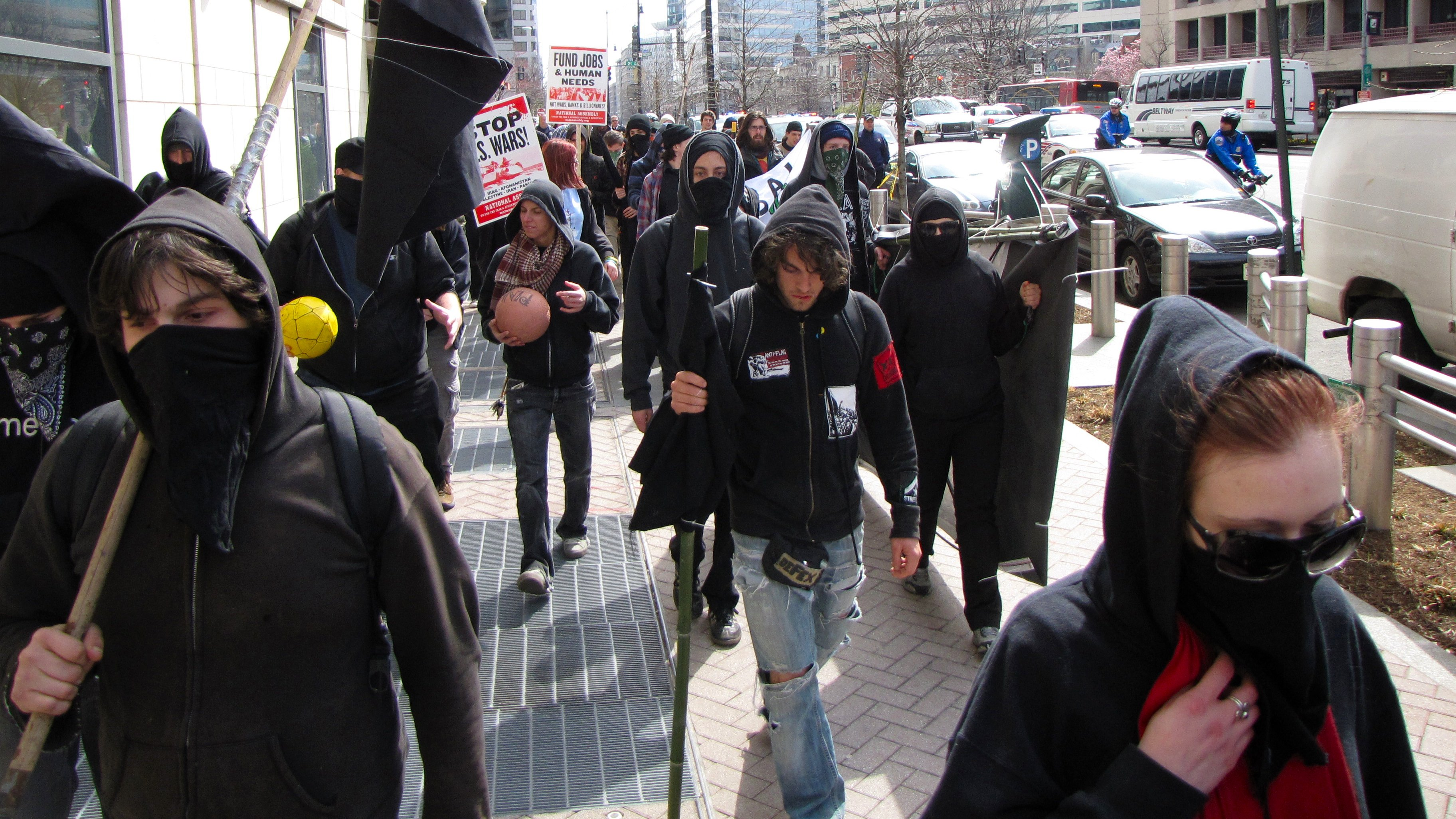
Christine Robinson将黑群策略视为保密文化的一部分

## 概述
保密文化认识到无政府主义者的空间和运动存在被线人或卧底监视、渗透的可能性。保密文化包含三个部分：确定监视的时间和方式、在遭遇渗透时保护无政府主义社群、应对安全漏洞。它的起源尚不确定，但一些无政府主义者认为其起源于20世纪60年代的新社会运动（联邦调查局将有颠覆性的个人及组织列为反情报计划的目标，对其进行监视、渗透、中伤及扰乱）。社会学家Christine M. Robinson认为保密文化是对九一一事件后无政府主义者被贴上恐怖分子标签的回应。
地理学家Nathan L. Clough将保密文化描述为“培养新的情感结构的技术”。政治学家Sean Parson给出了以下定义：“‘保密文化’……包括不透露全名、个人活动经历或任何其它可被当局用于确认自己或他人身份的信息。保密的目标“保密文化的目的是削弱渗透者和‘告密者’的影响力，从而使团体更容易进行非法行动，而不必担心被捕。”媒体学者Laura Portwood-Stacer将保密文化定义为“无政府主义团体为应对定期渗透和执法人员的监视而制定的隐私和信息控制规范。”
保密文化的倡导者旨在使这种实践成为无意识的、本能的。无政府主义运动的参与者认为保密文化对其运作能力至关重要，特别是在反恐战争的背景下。
Portwood-Stacer观察到，保密文化影响着无政府主义亚文化的研究，虽然亚文化往往难以观察，但“对于无政府主义活动家来说，风险往往要高得多，因为他们经常成为国家监视和镇压的目标。”

## 特征
保密文化规定了可以讨论哪些主题、在什么背景下以及和哪些人讨论；禁止与执法部门交流，将某些媒体和地点视为存在安全风险；互联网、电话和邮件、个人住宅、车辆以及社区的聚会场所被假定存在监控设备。保密文化禁止或不鼓励讨论参与非法或秘密活动，除非是允许与相关人员讨论计划、讨论已被定罪的犯罪活动以及在杂志或与可信的媒体上匿名讨论过去的行为。
Christine Robinson将黑群策略视为保密文化的一部分。其它做法包括使用化名和“将目光移向他人的身体”。违反保密文化可以通过回避或隔离责任人来解决。